# Hermann Guido von Samson-Himmelstjerna
Hermann Guido von Samson-Himmelstjerna, também Guido Samson von Himmelstiern (1858-1919) foi um oficial militar e escritor alemão. Ele serviu no Exército Alemão durante a Primeira Guerra Mundial e alcançou o posto de tenente-coronel. Depois da guerra, ele se dedicou à escrita e publicou vários romances e livros sobre suas experiências militares. Alguns dos seus trabalhos mais conhecidos incluem "Die Schlacht an der Marne" ("A Batalha do Marne"), "Kriegserinnerungen eines Frontoffiziers" ("Memórias de Guerra de um Oficial de Frente") e "Das 12. Jahr" ("O Décimo Segundo Ano"). Samson-Himmelstjerna também foi membro do Partido Conservador Nacional Alemão e criticou abertamente o Tratado de Versalhes, que pôs fim à Primeira Guerra Mundial. Morreu em 1919, pouco depois do fim da guerra.